# Katrineholms fögderi
Katrineholms fögderi avsåg den lokala skattemyndighetens verksamhetsområde i nuvarande Katrineholms, Flens och Vingåkers kommuner mellan åren 1946 och 1991. Efter detta år omorganiserades skatteväsendet och fögderierna ersattes av en skattemyndighet för varje län – i detta fall den för Södermanlands län. År 2004 gick verksamheten upp i det nybildade Skatteverket.
Katrineholms fögderi föregicks av flera mindre fögderier, vilka sedermera även delvis hamnade under Nyköpings fögderi.
- Flens fögderi (1946-1966)
- Oppunda fögderi (1918-1945)
  - Vingåkers fögderi (1886-1917)
    - Södermanlands läns andra fögderi (1720-1885)
    - Södermanlands läns första fögderi (1720-1885) (Delar av Jönåkers härad senare under Nyköpings fögderi)